# Беллегра
Беллегра, Беллеґра (італ. Bellegra) — муніципалітет в Італії, у регіоні Лаціо,  метрополійне місто Рим-Столиця.
Беллегра розташована на відстані близько 50 км на схід від Рима.
Населення — 2912 осіб (2014).
Щорічний фестиваль відбувається 6 серпня. Покровитель — San Sisto.

## Демографія
Населення за роками:

Станом на 1 січня 2023 року в муніципалітеті офіційно проживало 88 іноземців з 13 країн, серед них 62 громадяни країн Євросоюзу та 7 громадян України.

## Сусідні муніципалітети
- Аффіле
- Джерано
- Олевано-Романо
- Пізоніано
- Рокка-Санто-Стефано
- Рояте
- Сан-Віто-Романо